# Hyperbolisierung von Zellkomplexen
In der Geometrie ist die Hyperbolisierung von Zellkomplexen oder Hyperbolisierung von Polyedern eine Bezeichnung für Verfahren zur Konstruktion negativ gekrümmter Räume.
Eine Methode zur Hyperbolisierung von Zellkomplexen wurde von Gromow vorgeschlagen und (für Simplizialkomplexe) von Davis-Januszkiewicz entwickelt.
Man nimmt einen negativ gekrümmten Raum {\displaystyle X} über einem Simplex (oder einer allgemeineren Zelle) und klebt Kopien von {\displaystyle X} entlang ihrer Ränder zusammen nach demselben Muster, wie im zugrundeliegenden Simplizialkomplex (oder Zellkomplex) die Simplizes bzw. Zellen zusammengeklebt sind. Damit erhält man einen CAT(0)-Raum, also einen nichtpositiv gekrümmten Raum im Sinne des Dreiecksvergleichs. Charney-Davis verbesserten dies (im Kontext von Würfelkomplexen) dahingehend, dass man stückweise hyperbolische Metriken mit Krümmung nach oben durch {\displaystyle -1} beschränkt (wieder im Sinne des Dreiecksvergleichs) erhält. Diese Räume haben im Allgemeinen Singularitäten, selbst wenn der zugrundeliegende Würfelkomplex eine differenzierbare Mannigfaltigkeit war. Ontaneda zeigt, dass die Singularitäten geglättet werden können und man letztlich riemannsche Mannigfaltigkeiten mit Schnittkrümmung zwischen {\displaystyle -1-\epsilon } und {\displaystyle -1} (für beliebig vorgegebenes {\displaystyle \epsilon >0}) erhält. Insbesondere erhält man folgenden Satz.
Satz: Sei {\displaystyle M} eine geschlossene, differenzierbare {\displaystyle n}-Mannigfaltigkeit und {\displaystyle \epsilon >0}. Dann gibt es eine geschlossene, riemannsche {\displaystyle n}-Mannigfaltigkeit {\displaystyle N} und eine glatte Abbildung {\displaystyle f\colon N\to M}, so dass
- die Riemannsche Mannigfaltigkeit {\displaystyle N} Schnittkrümmungen im Intervall {\displaystyle \left[-1-\epsilon ,-1\right]} hat,
- für jeden Ring {\displaystyle R} die induzierte Abbildung {\displaystyle f_{*}\colon H_{*}(N;R)\to H_{*}(M;R)} surjektiv ist,
- {\displaystyle N} {\displaystyle R}-orientierbar ist, falls {\displaystyle M} {\displaystyle R}-orientierbar ist, und in diesem Fall der Abbildungsgrad {\displaystyle deg(f)=1} und die induzierte Abbildung {\displaystyle f^{*}\colon H^{*}(M;R)\to H^{*}(N;R)} injektiv ist,
- die Abbildung {\displaystyle f^{*}} die rationalen Pontrjagin-Klassen von {\displaystyle M} auf die rationalen Pontrjagin-Klassen von {\displaystyle N} abbildet.